# 四氧化三锰
四氧化三锰是一种无机化合物，化学式为Mn3O4。

## 性质
四氧化三锰是一种黑色四方结晶，经灼烧成结晶，属于尖晶石类，离子结构为 {\displaystyle {\rm {\ Mn^{2+}\ (Mn^{3+})_{2}O_{4}}}} ，其中二价和三价锰离子分布在两种不同的晶格位置上。氧离子为立方紧密堆积，二价锰离子占四面体空隙，三价锰离子占八面体空隙。温度1443K以下时四氧化三锰为变形的四方晶系尖晶石结构，变形原因为姜-泰勒效应；1443K以上则为立方尖晶石结构。
室温下四氧化三锰是顺磁性，但在41～43K以下时则有亚铁磁性。
四氧化三锰在自然界中以黑锰矿形式存在，是最稳定的氧化物。不溶于水，可溶于盐酸。

## 制备
1、由金属锰或锰氧化物（如二氧化锰）、氢氧化物、碳酸盐、亚硫酸盐、硫酸盐、硝酸盐及高锰酸盐在空气或氧气中于1000°C灼烧，经冷却、粉碎制得。
{\displaystyle {\rm {\ 3MnO_{2}\rightarrow Mn_{3}O_{4}+O_{2}}}}
2、二氧化锰或水锰矿先焙烧成三氧化二锰，再在甲烷存在下，于250～500°C进一步被还原为四氧化三锰。
{\displaystyle {\rm {\ 2MnOOH\rightarrow Mn_{2}O_{3}+H_{2}O}}}
{\displaystyle {\rm {\ 3Mn_{2}O_{3}+{\tfrac {1}{4}}CH_{4}\rightarrow 2Mn_{3}O_{4}+{\tfrac {1}{4}}CO_{2}+{\tfrac {1}{2}}H_{2}O}}}
最近有很多制备四氧化三锰纳米晶的研究。

## 用途
四氧化三锰主要用于电子工业，用作软磁铁氧体的生产原料、电子计算机中存储信息的磁芯、磁盘和磁带、电话用变压器和高品质电感器、电视回扫变压器、磁记录用磁头、电感器、磁放大器、饱和电感器、天线棒等。此外也用作涂料和油漆的色料。
四氧化三锰可用作很多反应的催化剂，例如甲烷和一氧化碳的氧化反应、一氧化氮的分解反应、硝基苯的还原反应以及有机物的催化燃烧等。